# 1988年10月逝世人物列表
1988年逝世人物列表：1月 - 2月 - 3月 - 4月 - 5月 - 6月 - 7月 - 8月 - 9月 - 10月 - 11月 - 12月
1988年10月逝世人物列表，是用於匯總1988年10月期間逝世人物的列表。

## 依日期排序

### 1日
- Lucien Ballard，80歲，美國電影攝影師。[1]
- Sacheverell Sitwell，90歲，英國作家。[2]
- Pavle Vuisić，62歲，南斯拉夫演員。

### 2日
- Hamengkubuwono IX，76歲，印尼政治家和印尼副總統爪哇皇家，內出血。[3]
- 彼得·亨特（Peter Hunt），72歲，英國陸軍總參謀長。
- Alec Issigonis，81歲，奧斯曼帝國-英國汽車設計師。[4]

### 3日
- 马尔科·加利，31歲，義大利水球運動員和奧運選手。
- 弗朗茨·約瑟夫·施特勞斯（Franz Josef Strauss），73歲，德國政治家。[5]

### 4日
- 傑弗里·豪斯（Geoffrey Household），87歲，英國小說家，擅長驚悚小說。[6]
- 阿卜杜勒·馬吉德·卡巴爾，79歲，利比亞政治家，利比亞總理。
- 瑪格麗特·萊西（Margaret Lacey），76歲，英國女演員和芭蕾舞老師。

### 5日
- Curt Hjelm，74歲，瑞典國際足球運動員。
- 羅恩·斯塔尼福斯（Ron Staniforth），64歲，英國國際足球運動員。
- 露易絲·威爾遜（Lois Wilson），97歲，美國酗酒者Al-Anon的聯合創始人。

### 6日
- 保罗·勒杜（Paul Ledoux），74歲，比利時天體物理學家。
- 唐·特裡（Don Terry），86歲，美國電影演員。

### 7日
- 奧托·阿恩霍爾茨（Otto Arnholz），94歲，德國政治家，德國聯邦議院議員。
- 桑多爾·比羅，77歲，匈牙利國際足球運動員。
- 比利·丹尼爾斯（Billy Daniels），73歲，美國歌手，胃癌。[7]
- 庫爾特·霍諾爾卡（Kurt Honolka），75歲，德國音樂學家、記者、音樂和戲劇評論家。
- 切特·菲力浦斯（Chet Phillips），74歲，美國體操運動員和奧運選手。

### 8日
- 愛德華·喬治·沃裡斯·霍頓（Edward George Warris Hulton），81歲，英國雜誌出版商和作家。
- 沃利·萊姆（Wally Lemm），68歲，美國橄欖球聯盟（NFL）橄欖球教練。
- 恩斯特·赫爾曼·邁耶（Ernst Hermann Meyer），82歲，德國作曲家和音樂學家。
- 薩姆·理查森（Sam Richardson），70歲，加拿大跳遠和三級跳遠運動員，奧運會金牌得主。
- 帕爾·蒂特科斯，80歲，匈牙利國際足球運動員。

### 9日
- 愛德華·喬多羅夫，84歲，美國劇作家、電影編劇和製片人。[8]
- 克里夫·蓋洛普（Cliff Gallup），58歲，美國吉他手，心臟病發作。
- 傑基·米爾本（Jackie Milburn），64歲，英國國際足球運動員。
- 菲力斯·汪克爾，86歲，德國機械工程師，希特勒青年團領袖，汪克爾轉子發動機的發明者[9]

### 10日
- 巴巴尼·巴塔查里亞（Bhabani Bhattacharya），81歲，印度作家。
- 胡安·普约尔·加西亚（Juan Pujol García），76歲，西班牙間諜和雙重間諜。
- 蒙哥馬利·塔利（Montgomery Tully），84歲，愛爾蘭電影導演和作家。

### 11日
- 巴克·克拉克（Buck Clarke），55歲，美國爵士打擊樂手。
- Thaddeus J. Dulski，73歲，美國政治家，美國眾議院議員，白血病。
- 摩根·法利（Morgan Farley），90歲，美國影視演員。
- 韋蘭·弗勞爾斯（Wayland Flowers），48歲，美國演員，喜劇演員和木偶師，愛滋病併發症。[10]
- Bonita Granville，65歲，美國女演員兼製片人，肺癌。[11]
- 羅伯特·愛德華·格羅斯（Robert Edward Gross），83歲，美國外科醫生和醫學研究員。[12]
- 厄休拉·諾德斯特羅姆（Ursula Nordstrom），78歲，美國出版商和編輯，卵巢癌。[13]
- 喬爾·奧本海默（Joel Oppenheimer），58歲，美國詩人，肺癌。[14]
- 雷德·歐文斯，63歲，美國NBA籃球運動員。
- 休·珀西（Hugh Percy），74歲，英國士兵和同齡人，心臟病發作。

### 12日
- 露絲·曼寧-桑德斯（Ruth Manning-Sanders），102歲，威爾士裔英國詩人和作家。
- 肯·默里（Ken Murray），85歲，美國喜劇演員，演員，廣播電視名人和作家。[15]
- 比爾·紐曼（Bill Newman），60歲，加拿大政治家，安大略省立法議會議員。
- 拉斐爾·加西亞·塞拉諾（Rafael García Serrano），71歲，西班牙作家和記者。
- 科比·惠特莫爾（Coby Whitmore），75歲，美國畫家和雜誌插畫家。

### 13日
- 諾曼·巴里（Norman Barry），90歲，美國法官，政治家和足球教練，心臟病發作。
- 梅爾文·弗蘭克（Melvin Frank），75歲，美國編劇、電影製片人和電影導演，心臟直視手術併發症。[16]
- 愛琳·亨特（Irene Hunt），96歲，美國無聲銀幕女演員。
- 邁克·威尼斯（Mike Venezia），43歲，美國純種賽馬騎師，賽馬事故。

### 14日
- 卡尔-奥古斯特，76歲，德國王子，薩克森-魏瑪-艾森納赫家族的首領。
- 錢昌照，88歲，中國政治家。[17]
- Harry Creswick，85-86歲，英國圖書館員，牛津大學和劍橋大學圖書館館長。
- 瑪麗·莫裡斯（Mary Morris），72歲，斐濟裔英國女演員，心力衰竭。
- 維克·拉斯奇（Vic Raschi），69歲，美國職業棒球大聯盟球員，心臟病發作。[18]
- René Vietto，74歲，法國公路賽車手。
- 約翰·懷特（John White），53歲，美國AFL足球運動員。

### 15日
- 約翰·鮑爾（John Ball），77歲，美國推理小說作家。
- 維克多·科普斯（Victor Copps），69歲，加拿大政治家，安大略省漢密爾頓市市長。
- 詹姆斯·克雷格（James Craig），46歲，北愛爾蘭忠誠的准軍事人員，被槍殺。
- 克利福德·克魯格（Clifford Krueger），70歲，美國政治家，威斯康星州參議院議員，肝炎。
- Kaikhosru Shapurji Sorabji，96歲，英國作曲家、音樂評論家、鋼琴家和作家。
- 朱利安·阿爾弗雷德·斯蒂爾馬克（Julian Alfred Steyermark），79歲，委內瑞拉裔美國植物學家。

### 16日
- 法莉達，67歲，埃及國王法魯克的配偶，白血病。.[19]
- 阿卜杜勒拉赫曼·法齊（Abdulrahman Fawzi），78歲，埃及國際足球運動員和經理。
- 穆扎費爾·謝里夫（Muzafer Sherif），82歲，奧斯曼裔美國社會心理學家。[20]

### 17日
- 威廉·亨利·布蘭布爾，87歲，英國工會領袖和蒙特塞拉特首席部長。
- 理查·弗雷（Richard L. Frey），83歲，美國合同橋牌選手，作家，編輯和評論員，癌症。[21]
- Anthony A. Hoekema，74-75歲，荷蘭裔美國加爾文主義牧師。

### 18日
- Paulius Galaunė，98歲，立陶宛藝術史學家、博物館館長和平面藝術家。

### 19日
- Son House，86歲，美國歌手和吉他手，喉癌。[22]
- 馬科斯·德·門東薩，93歲，巴西國際足球運動員。
- 斯滕·苏维奥（Sten Suvio），76歲，芬蘭拳擊手，奧運金牌得主。

### 20日
- 馬克·埃文斯·奧斯塔德（Mark Evans Austad），71歲，美國廣播電視評論員，美國駐芬蘭和挪威大使。
- 弗拉基米爾·戈爾布（Vladimir Gorb），84歲，蘇聯俄羅斯畫家，平面藝術家和藝術教師。
- Orval Leroy Lewis，72歲，美國機械和化學工程師，美國機械工程師協會主席。
- 尼諾·努特裡齊奧（Nino Nutrizio），77歲，義大利記者。
- 希拉·斯科特（Sheila Scott），66歲，英國飛行員，癌症。[23]
- Mogens Wöldike，91歲，丹麥指揮家、合唱團指揮和管風琴家。

### 21日
- 雷吉·奧特羅（Reggie Otero），73歲，古巴職業棒球大聯盟球員，心臟病發作。

### 22日
- 亨利·阿姆斯壯，75歲，美國拳擊手，多次獲得世界冠軍。[24]
- 普拉西多·加林多（Plácido Galindo），82歲，秘魯國際足球運動員。
- 克雷爾·史蒂文森（Clare Stevenson），85歲，澳大利亞女子輔助空軍主任。

### 23日
- Hap Emms，83歲，加拿大冰球運動員、教練、球隊老闆和總經理，心力衰竭。
- 朝潮太郎，58歲，日本相撲選手，中風。

### 24日
- 斯坦尼斯瓦夫·哈喬雷克，61歲，波蘭足球運動員和教練。

### 25日
- 鮑勃·凱里（Bob Carey），58歲，美國NFL足球運動員。
- Boobie Clark，38歲，美國NFL足球運動員，肺部有血凝塊。
- 埃裡克·拉爾森（Eric Larson），83歲，華特迪士尼工作室的美國動畫師。[25]
- 約翰·普爾-休斯（John Poole-Hughes），72歲，威爾士主教。
- 米爾頓·羅基奇（Milton Rokeach），69歲，波蘭裔美國社會心理學家。

### 26日
- 塔塔普拉姆·蘇庫馬蘭（Tatapuram Sukumaran），65歲，馬拉雅拉姆語作家。

### 27日
- 弗蘭克·德夫林（Frank Devlin），88歲，愛爾蘭羽毛球運動員。
- 梅爾夫·埃弗雷特（Merv Everett），71歲，澳大利亞政治家和法官，聯邦參議員。
- 查理斯·霍特裡（Charles Hawtrey），73歲，英國演員，喜劇演員，歌手，鋼琴家和戲劇導演，外周血管疾病。
- 魯道夫·喬丹（Rudolf Jordan），86歲，德國高萊特（Gauleiter）在哈勒-梅澤堡（Halle-Merseburg）和馬格德堡-安哈爾特（Magdeburg-Anhalt）為納粹服務。
- 埃裡卡·馮·瑟爾曼（Erika von Thellmann），86歲，奧地利電影和電視女演員。

### 28日
- Pietro Annigoni，78歲，義大利藝術家，腎衰竭。
- 約翰·巴克斯（John Backus），77歲，立陶宛裔美國物理學家和聲學家。
- 鹽谷定好，89歲，日本攝影師。

### 29日
- Kamaladevi Chattopadhyay，85歲，印度社會改革家和自由活動家。
- 安迪·科恩（Andy Cohen），84歲，美國職業棒球大聯盟（MLB）棒球運動員。
- 喬·康福特（Joe Comfort），71歲，美國爵士低音提琴手。
- 湯瑪斯·庫雷，86歲，斯裡蘭卡羅馬天主教大主教和紅衣主教[26]
- Dom Dallessandro，74歲，美國職業棒球大聯盟棒球運動員。
- 娜塔莎·戈洛娃，76歲，奧匈帝國出生的捷克斯洛伐克女演員[27]
- 瑪麗·吉德（Mary Kid），87歲，德國女演員。
- 比爾·梅森（Bill Mason），58-59歲，加拿大博物學家，作家，藝術家，電影製片人和環保主義者，癌症。
- 奧蘭多·蒙特內格羅·梅德拉諾，68歲，尼加拉瓜政治家和律師，尼加拉瓜代理總統。
- 羅斯·洛克林（Ross Rocklynne），75歲，美國科幻作家。

### 30日
- 恩斯特·弗里茨·菲爾布林格（Ernst Fritz Fürbringer），88歲，德國電影演員。
- T. Hee，77歲，美國動畫師和導演。
- 約翰·邁爾斯·邁爾斯（John Myers Myers），82歲，美國作家。
- 弗洛倫斯·內格爾（Florence Nagle），94歲，英國賽馬和純種犬飼養員，馴馬師和女權主義者。
- 弗朗西斯科·羅德裡格斯，63歲，巴西國際足球運動員。
- 利茲·惠特尼·蒂彼特（Liz Whitney Tippett），82歲，美國社交名媛和純種賽馬飼養員，癌症。

### 31日
- 拉迪斯勞·達吉亞，82歲，巴西足球運動員。
- 约翰·豪斯曼（John Houseman），86歲，羅馬尼亞裔英裔美國演員和製片人，患有脊髓癌。[28]
- 肯·奈爾斯（Ken Niles），81歲，美國電臺播音員。[29]
- 阿爾弗雷德·佩蘭（Alfred Pellan），82歲，加拿大畫家，白血病。
- 乔治·乌伦贝克（George Uhlenbeck），87歲，荷蘭裔美國理論物理學家。

### 日期不詳
- 梅維斯·弗里曼（Mavis Freeman），69歲，美國游泳運動員和奧運獎牌得主。
- 羅恩·金格爾（Ron Gingell），67-68歲，英國足球運動員。
- 哈裡·洛（Harry Lowe），81歲，英格蘭蘇格蘭足球運動員。
- 弗雷德里克·羅菲（Frederick Roffey），93歲，英國橄欖球聯盟和橄欖球聯盟足球運動員。